# Pinkfloydia
Pinkfloydia é um gênero de pequenos tetragnatídeos orbiformes australianos de mandíbula longa, atingindo um comprimento máximo de cerca de 4.5 mm (0.18 in). Foi descrito pela primeira vez por Dimitrov & Hormiga em 2011, e contém duas espécies, encontradas em Nova Gales do Sul e Austrália Ocidental: P. harveyi e P. rixi. Eles têm uma estrutura única de cabeça arredondada em forma de cone com um par de olhos grandes e três pares de olhos menores. O gênero recebeu o nome da banda de rock britânica Pink Floyd.

## Descrição
P. harveyi é uma espécie de minúsculas aranhas marrons, com indivíduos variando de 2,75 a 4,5 milímetros (0,11 a 0,18 pol) no comprimento total do corpo, com as fêmeas atingindo tamanhos máximos maiores que os machos. Os oito olhos estão situados em uma protuberância elevada e arredondada do cefalotórax, com um par de olhos (os olhos medianos posteriores) muito maiores em comparação com os outros três pares. A protuberância elevada é única entre as aranhas tetragnatídeos, e outras características incomuns dos pedipalpos machos justificaram a designação de um novo gênero com um nome evocativo de sua singularidade: Pinkfloydia foi nomeado pelos biólogos Dimitar Dimitrov e Gustavo Hormiga em homenagem à banda de rock britânica Pink Floyd, observando "Em seu apogeu, o Pink Floyd era um grupo inovador que criava música que era uma mistura eclética de estilos... Pinkfloydia tem características morfológicas muito incomuns e seu nome visa refletir sua singularidade.":754 O nome da espécie harveyi homenageia o biólogo Mark S. Harvey do Museu da Austrália Ocidental, que coletou espécimes já em 1990, incluindo o espécime do holótipo, o espécime primário usado para descrever as espécies.:756,763–64

## Distribuição e ecologia
P. harveyi é conhecido nas áreas costeiras do estado da Austrália Ocidental, com uma faixa que se estende do Parque Nacional Lesueur, no noroeste, até a Baía de Bremer, no sudeste.:763–64
A história natural de P. harveyi é pouco conhecida. As teias são horizontais de juvenis foram descritas, medindo entre 50 a 90 milímetros de largura.

## Classificação
Pinkfloydia é um membro do Tetragnathidae, uma família distribuída globalmente contendo cerca de mil espécies com cerca de 30 espécies na Austrália. Com base em semelhanças morfológicas, comportamentais e de DNA, Pinkfloydia é classificado dentro de um grupo de tetragnatídeos nativos da Austrália e Nova Zelândia conhecido como "clado Nanometa", que inclui espécies de Nanometa e Orsinome sarasini.